# Santa (telenovela)
Santa é uma telenovela mexicana, produzida pela Televisa e exibida em 1978 pelo El Canal de las Estrellas.

## Elenco
- Tina Romero .... Santa
- Manuel Ojeda .... Federico Gamboa
- Sergio Jiménez .... Hipolito
- Alicia Palacios .... Elvira
- Luis Miranda .... Jarameño
- Rosenda Monteros .... La Gaditana
- Mario Casillas .... Ceferino
- Margarita Sanz
- Magda Guzmán
- Arturo Beristáin
- Dina de Marco